# Малойя
Малойя — один із двох основних музичних жанрів Реюньйону, який зазвичай співають креольською мовою Реюньйону та традиційно супроводжують перкусією та музичним смичком. Малойя — це нова форма, що бере свій початок у музиці африканських і малагасійських рабів та індійських найнятих робітників на острові, як і інша народна музика Реюньйону, séga. Світові музичні журналісти та дослідники-неспеціалісти іноді порівнюють малою з американською музикою, блюзом, хоча між ними мало спільного. Малойю вважали такою загрозою для французької держави, що її заборонили в 1970-х роках.
Іноді його вважають реюньйонською версією séga.

## Опис
Порівняно з séga, яка використовує численні струнні та духові європейські інструменти, традиційна малойя використовує лише перкусію та музичний смичок. Малойські пісні використовують структуру заклик-відповідь.

### Інструменти
Традиційні інструменти:
- roulér — низько налаштований бочковий барабан, на якому грають руками
- каямб — плоске брязкальце, зроблене з трубочок і насіння цукрової тростини
- pikér — бамбуковий ідіофон, на якому грають паличками
- сати — плаский металевий ідіофон, на якому грають паличками
- боб — музичний смичок у дужках[5]

### Теми
Малойські пісні часто мають політичне спрямування, а їхні ліричні теми — рабство та злидні.

## Витоки
Корінні музичні та танцювальні форми малойя часто представляли як стиль суто африканського походження, пов'язаний з ритуалами предків з Африки («служіння Каф» і Мадагаскар («servis kabaré»), і як такий музичний спадок раннього рабського населення острова. Однак нещодавно Danyèl Waro представив можливий вплив священної гри на барабанах тамільських релігійних ритуалів, що робить різнорідні африканські малагасійські та індійські впливи більш явними.

## Історія
Малойя була заборонена до шістдесятих років через її міцний зв'язок із креольською культурою. Виступи деяких малойських груп були заборонені до 80-х років, частково через їхні автономістські переконання та асоціацію з Комуністичною партією Реюньйону.
Нині одним із найвідоміших музикантів малої є Даніель Варо. Вважається, що його наставник, Фірмін Вірі, врятував малойю від вимирання. За словами Франсуази Вержес, перше публічне виконання малойї було здійснене Фірміном Вірі в 1959 році під час заснування Комуністичної партії. Малойя була прийнята як засіб політичного та соціального протесту креольськими поетами, такими як Варо, а пізніше такими групами, як Зіскакан. З початку 1980-х років малойя групи, такі як Ziskakan, Baster, Firmin Viry, Granmoun Baba, Rwa Kaff і Ti Fock, деякі змішують малою з іншими жанрами, такими як séga, зук, регі, самба, афробіт, джаз і рок, отримали визнання за межами острова.

## Культурне значення
У 2009 році Малойя була внесена до Репрезентативного списку нематеріальної культурної спадщини людства ЮНЕСКО для Франції.
Ця музична форма була темою документального фільму Жана Поля Ройга 1994 року під назвою «Maloya Dousman».